# Harry Raupach
Harry Raupach ist ein frühes, 1912 gedrehtes deutsches Stummfilmdrama mit Harry Liedtke in der Titelrolle.

## Handlung

### Erster Akt
Der Dichter Harry Raupach ist glücklich verheiratet und hat ein Kind. Am heutigen Abend ist er zu einer literarischen Soirée geladen, zu dem auch, als Gaststar, die bekannte Schauspielerin Alice Leonhard angekündigt wurde. Ein gleichfalls anwesender Freund Harry macht die beiden miteinander bekannt. Beide verstehen sich im Laufe des Abends ganz ausgezeichnet, und Harry erzählt Alice von seinem Bühnenwerk, das er soeben vollendet hat. Interessiert an dem jungen Poeten, ist Alice Leonhard bereit, sich bei ihrem Theaterdirektor dahingehend zu verwenden, dass dieser Raupachs Stück demnächst zur Aufführung bringt. Zwischen Harry und Alice knistert es gewaltig, und daher verschweigt Raupach ihr auch, dass er verheiratet ist und ein Kind hat. Alice hält ihr Versprechen, und der Theaterdirektor ermöglicht, seiner großen Mimin zuliebe, die rasche Uraufführung des Raupach-Stücks. Bei den Proben kommen Harry und Alice einander immer näher. Gegenüber seiner daheim das Kind hütenden Gattin reagiert Harry hingegen immer gereizter, zumal sie ihn darum bittet, bei der Premiere dabei sein zu dürfen. Doch Harry möchte die anschließende Feier ganz allen mit Alice verbringen. 
Die Haushälterin sieht betroffen die Tränen ihrer Arbeitgeberin und besorgt zwei Eintrittskarten für das Stück, obwohl Harry strikt dagegen war. Mitten im Publikum sitzend, schaut sich nun Frau Raupach das Stück an, das ein großer Erfolg wird. Alice Leonhard bekommt mehrere Vorhänge und viel Applaus. Harrys Gattin wartet am Künstlerausgang auf ihren Mann, der jedoch mit Frau Leonhard Arm in Arm zu einem auf die beiden wartenden Auto schlendert. Beide haben vor, den gemeinsamen Erfolg in ihrem Domizil zu feiern. Seine fast direkt nebenan stehende Frau hingegen sieht er nicht. Frau Raupach kehrt tief geknickt nach Hause, um dort auf ihren Mann zu warten. Als er endlich tief in der Nacht heimkehrt, fordert sie von ihm eine Erklärung. Harry meint, er sei Freu Leonhard zu Dank verpflichtet, schließlich habe erst sie die Aufführung möglich gemacht. Er sagt dies jedoch mit einem derart lapidaren Unterton, dass ihm seine Frau kein einziges Wort glaubt. Vielmehr unterstellt sie ihm, mit der Schauspielerin eine Affäre zu haben. Harry verlässt daraufhin das Haus und beschließt, Frau und Kind zu verlassen und sich fortan ganz seiner Arbeit und seiner Geliebten, die ihn als Künstlerin sowie besser verstehen würde, zu widmen. Auch Harrys Frau will hier nicht mehr leben, nimmt ihr Kind und kehrt zu ihren Eltern zurück.

### Zweiter Akt
Jahre sind seitdem vergangen, und die Eheleute haben sich im Einvernehmen getrennt. Inzwischen hat Alices forderndes und leidenschaftliches Wesen stark an Harrys Nerven gezerrt. Die egozentrische Künstlerin vereinnahmt ihn komplett für sich, worunter Harrys dichterische Kreativität stark leidet. Als er eines Abends mit Alice soupiert und seine Ex-Frau mit beider nunmehr herangereiften Kind sieht, überkommt ihn die Sehnsucht nach seinem früheren Leben und vor allem nach seinem Nachwuchs. Alice sieht die Gefahr, dass sie Harry verlieren könnte und überlegt sich eine Gegenmaßnahme. Während Harry bei einem Gang zum Haus seiner Ex-Frau und dem Kind sehnsuchtsvoll aus der Ferne sein Kind beobachtet, merkt er nicht, dass ihm Alice heimlich gefolgt ist. 
Um Harry für immer an sich zu binden, beschließt die skrupellose Diva, Harrys Kind zu entführen und zu ihrem Geliebten zu bringen. Nachdem Harry wieder nach Hause getrottet und die das Kind hütende Kindermädchen im Garten eingenickt ist, schleicht sich Alice an die Kleine heran und fragt es, ob sie mit der „Tante“ nicht ein wenig spazieren gehen möchte. Mit einem auf sie wartenden Wagen fahren die beiden fort. Von einer unerklärlichen Unruhe getrieben, kehrt Harry noch einmal zurück und sieht seine Ex-Frau in heller Aufregung: das Kind ist fort! Da Alice bei ihrem Kindesraub beobachtet worden war, nimmt man sofort ihre Verfolgung mit einem Auto auf. Es kommt zu einem gewaltigen „Puff“, und eine Dampfwolke zischt aus der Kühlerhaube von Alices Fahrzeug, für dessen Motor die Autojagd zu viel war. Harry mitsamt Gattin haben das verunfallte Fahrzeug inzwischen eingeholt und stürmen aus ihrem Auto. Alice hat den Unfall nicht überlebt; Harry und Gattin reißen ihr Kind aus dem Wagen und fahren gemeinsam heim.

## Produktionsnotizen
Harry Raupach ist einer der komplett vergessenen Frühwerke des damals 30-jährigen späteren Leinwandidols Harry Liedtke. Der Film entstand Ende 1912 im Messter-Film-Atelier in Berlins Blücherstraße 32, passierte die Zensur im Januar 1913 und erlebte seine Uraufführung mutmaßlich am 26. März 1913 in der Neuen Film-Börse in Wien. Der Massenstart war für den 18. April desselben Jahres vorgesehen. Harry Raupach war zwei Akte lang und maß knapp 653 Meter. Wer Regie geführt hat, ist derzeit nicht bekannt.